# USS Perkins (DD-377)
USS Perkins (DD–377) là một tàu khu trục lớp Mahan được Hải quân Hoa Kỳ chế tạo vào giữa những năm 1930. Nó là chiếc tàu chiến thứ hai của Hải quân Hoa Kỳ được đặt tên theo Thiếu tướng Hải quân George Hamilton Perkins (1836–1899), người tham gia cuộc Nội chiến Hoa Kỳ. Perkins đặt căn cứ tại Thái Bình Dương, hoạt động tuần tra và hộ tống trước và trong Chiến tranh Thế giới thứ hai, đã không có mặt tại Trân Châu Cảng vào lúc diễn ra cuộc tấn công vào ngày 7 tháng 12 năm 1941, nên đã không chịu hư hại hay thương vong, và đã hoạt động trong chiến tranh cho đến khi bị đắm do tai nạn va chạm với tàu chuyển quân Australia Duntroon vào năm 1943.

## Thiết kế và chế tạo
Perkins được đặt lườn vào ngày 15 tháng 11 năm 1934 tại Xưởng hải quân Puget Sound, Bremerton, Washington. Nó được hạ thủy vào ngày 31 tháng 12 năm 1935, được đỡ đầu bởi bà Larz Anderson; và được đưa ra hoạt động vào ngày 18 tháng 9 năm 1936 dưới quyền chỉ huy của Hạm trưởng, Thiếu tá Hải quân Samuel P. Jenkins.

## Lịch sử hoạt động
Được phân về Hải đội Khu trục trực thuộc Lực lượng Tuần tiễu, và sau đó sang Hải đội Khu trục trực thuộc 'Lực lượng Chiến trận, Perkins đặt cảng nhà tại San Diego, California và hoạt động tại khu vực Đông Thái Bình Dương trước Thế Chiến II. Khi Hải quân Nhật bất ngờ tấn công Trân Châu Cảng vào ngày 7 tháng 12 năm 1941, Perkins đang được đại tu tại Xưởng hải quân Mare Island; nó nhận nhiệm vụ hộ tống vận tải vào ngày 15 tháng 12, và đã lên đường đi Trân Châu Cảng vào ngày 17 tháng 12. Đến ngày 15 tháng 1 năm 1942, nó quay trở lại Xưởng hải quân Mare Island để được trang bị một dàn radar mới, và đến ngày 25 tháng 1 đã quay trở lại Hawaii.
Perkins rời Trân Châu Cảng vào ngày 2 tháng 2 cùng tàu tuần dương hạng nặng USS Chicago (CA-29) để đi đến khu vực Tây Nam Thái Bình Dương. Đến ngày 14 tháng 2, nó gia nhập cùng các tàu chiến Australia, New Zealand và Hoa Kỳ khác thuộc Hải đội ANZAC đang làm nhiệm vụ bảo vệ các tuyến đường hàng hải tiếp cận Australia và New Zealand từ phía Đông. Trong suốt mùa Xuân, nó tiếp tục hoạt động cùng đơn vị này, thỉnh thoảng di chuyển cùng lực lượng tàu sân bay nhanh khi chúng băng ngang biển Coral tấn công các căn cứ của đối phương, hộ tống các tàu chở dầu đến điểm hẹn tiếp tế, cũng như hộ tống các tàu chiến lớn thuộc lực lượng kết hợp khi chúng bắn phá các vị trí trú đóng đối phương trải từ New Guinea cho đến quần đảo Solomon.

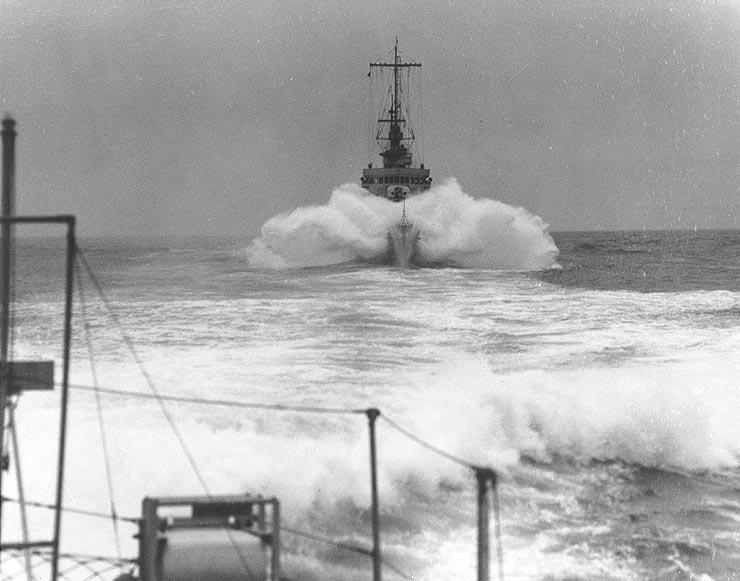
Perkins đang di chuyển lúc biển động mạnh, 27 tháng 8 năm 1937.

Vào ngày 1-2 tháng 5, hải đội gia nhập cùng các lực lượng đặc nhiệm 11 và 17, lúc này đang hộ tống các tàu sân bay tung ra cuộc không kích xuống Tulagi mở màn trận chiến biển Coral. Được cho tách ra vào ngày 7 tháng 5, hải đội di chuyển về phía quần đảo Louisiade để đánh chặn một lực lượng đổ bộ Nhật Bản đang hướng đến Port Moresby ngang qua eo biển Jomard. Xế trưa hôm đó, các con tàu bị máy bay đối phương đặt căn cứ trên đất liền tấn công, và qua việc đánh đuổi chúng đã góp phần làm phân tán lực lượng Nhật Bản. Chúng hoàn thành nhiệm vụ mà không đối đầu với tàu đối phương, đặt tiền đề cho cuộc đụng độ chính giữa hai lực lượng tàu sân bay đối đầu vào ngày 8 tháng 5.
Khi các lực lượng tàu sân bay rút lui, Hải đội ANZAC tiếp tục tuần tra về phía Đông Nam Papua New Guinea. Vào ngày 10 tháng 5, đơn vị lên đường quay trở về Australia, và trong gần hai tháng tiếp theo sau, Perkins hộ tống các đoàn tàu vận tải cũng như tuần tra các lối ra vào cảng dọc theo bờ biển Coral và biển Tasman của nước này. Vào lúc này, nó là một trong số các tàu Đồng Minh đã hiện diện trong cảng Sydney vào lúc diễn ra cuộc Tấn công cảng Sydney của tàu ngầm bỏ túi Nhật vào ngày 31 tháng 5 năm 1942. Vào ngày 11 tháng 7, Perkins lên đường đi Auckland, và sau đó đến Nouméa. Nó làm nhiệm vụ hộ tống vận tải giữa Suva và New Caledonia, và đến giữa tháng 8 bị buộc phải quay trở lại New Zealand để sửa chữa chân vịt. Vào ngày 20 tháng 8, nó lên đường đi Trân Châu Cảng để hoàn tất việc sửa chữa cũng như để bổ sung radar và pháo Bofors 40 mm.
Vào giữa tháng 11, Perkins lại hướng sang phía Tây, đi đến Espiritu Santo vào ngày 27 tháng 11. Ba ngày sau, nó rời eo biển Segond trong thành phần lực lượng tuần dương-khu trục dưới quyền Chuẩn đô đốc Carleton Wright để đánh chặn một hải đội đối phương đang tìm cách tăng viện lực lượng trú đóng tại Guadalcanal. Lúc 23 giờ 15 phút, năm mục tiêu bị phát hiện trên màn hình radar, và sau vài phút Trận Tassafaronga nổ ra. Perkins đã phóng tám quả ngư lôi, rồi hướng các khẩu pháo của nó vào bãi biển. Không bị hư hại sau trận chiến, nó hướng đến Tulagi để trợ giúp cho tàu tuần dương hạng nặng Pensacola đang bốc cháy, trong khi tàu khu trục Maury trợ giúp cho chiếc New Orleans. Tiếp tục hoạt động từ Tulagi, nó bắn phá bờ biển Guadalcanal và phục vụ hộ tống vận tải cho đến tháng 1 năm 1943. Sau một chặng nghỉ ngắn tại Nouméa, nó quay trở lại Tulagi vào ngày 13 tháng 1, tiếp nối các nhiệm vụ hộ tống và hỗ trợ.
Vào cuối tháng 4, Perkins gia nhập Lực lượng Đặc nhiệm 10 để huấn luyện chiến thuật, và đến tháng 5, nó quay trở lại Australia tham gia lực lượng được tập trung cho cuộc tấn công dọc theo bờ biển New Guinea nhằm kiểm soát bán đảo Huon. Vào cuối tháng 6, lực lượng đổ bộ Đồng Minh di chuyển vào vịnh Nassau về phía Nam Salamaua, và đi vào Trobriands. Vào ngày 21 tháng 8, trong vai trò soái hạm của Đội khu trục 5, nó dẫn đầu các tàu khu trục Smith, Conyngham và Mahan rời vịnh Milne để càn quét vịnh Huon rồi bắn phá Finschhafen. Trong đêm 22-23 tháng 8, họ hoàn tất nhiệm vụ.
Vào ngày 4 tháng 9, Perkins bắn phá bờ biển tại khu vực giữa hai con sông Bulu và Buso, rồi bảo vệ cho lực lượng Đồng Minh trên bờ khi họ đổ bộ lên bãi Rad và hướng đến Lea. Vào ngày 8 tháng 9, chiếc tàu khu trục hướng các khẩu pháo của nó vào điểm tập trung lực lượng bị cô lập tại Lea, và đến ngày 15 tháng 9, lực lượng đồn trú cuối cùng bị đẩy lui. Salamaua, phụ thuộc vào Lea, thất thủ vào ngày 16 tháng 9, và lực lượng Đồng Minh tiến quân vào Lea.
Finschhafen tiếp nối thất thủ vào ngày 2 tháng 10. Sự tăng cường di chuyển của tàu bè Đồng Minh tại vịnh Huon kết hợp với sự hiện diện của tàu ngầm Nhật Bản đã khiến Perkins phải quay trở lại nhiệm vụ hộ tống. Lực lượng tăng viện được hộ tống đến vịnh Langemak và đến bãi Scarlet về phía Đông Satelberg. Trong tháng 11, nó tiếp nối nhiệm vụ hộ tống, và vào ngày 28 tháng 11, nó rời vịnh Milne để đi Buna, di chuyển một cách độc lập. Ngay trước 02 giờ 00 ngày 29 tháng 11, trong bóng đêm đen như mực, chiếc tàu vận tải chuyển quân Australia Duntroon đã đâm vào nó bên mạn trái ở giữa tàu. Bị cắt làm đôi, Perkins đắm ở vị trí cách khoảng hai dặm ngoài khơi đảo Ipoteto, và có bốn thành viên thủy thủ đoàn thiệt mạng cùng con tàu.
Vào ngày 4 tháng 9, Perkins bắn phá bờ biển tại khu vực giữa hai con sông Bulu và Buso, rồi bảo vệ cho lực lượng Đồng Minh trên bờ khi họ đổ bộ lên bãi Red và hướng đến Lea. Vào ngày 8 tháng 9, chiếc tàu khu trục hướng các khẩu pháo của nó vào điểm tập trung lực lượng bị cô lập tại Lea, và đến ngày 15 tháng 9, lực lượng đồn trú cuối cùng bị đẩy lui. Salamaua, phụ thuộc vào Lea, thất thủ vào ngày 16 tháng 9, và lực lượng Đồng Minh tiến quân vào Lea.
Finschhafen tiếp nối thất thủ vào ngày 2 tháng 10. Sự tăng cường di chuyển của tàu bè Đồng Minh tại vịnh Huon kết hợp với sự hiện diện của tàu ngầm Nhật Bản đã khiến Perkins phải quay trở lại nhiệm vụ hộ tống. Lực lượng tăng viện được hộ tống đến vịnh Langemak và đến bãi Scarlet về phía Đông Satelberg. Trong tháng 11, nó tiếp nối nhiệm vụ hộ tống, và vào ngày 28 tháng 11, nó rời vịnh Milne để đi Buna, di chuyển một cách độc lập. Ngay trước 02 giờ 00 ngày 29 tháng 11, trong bóng đêm đen như mực, chiếc tàu vận tải chuyển quân Australia Duntroon đã đâm vào nó bên mạn trái ở giữa tàu. Bị cắt làm đôi, Perkins đắm ở vị trí cách khoảng hai dặm ngoài khơi đảo Ipoteto, và có bốn thành viên thủy thủ đoàn thiệt mạng cùng con tàu.

## Phần thưởng
Perkins được tặng thưởng bốn Ngôi sao Chiến trận do thành tích phục vụ trong Chiến tranh Thế giới thứ hai.